# Iakhroma
Iakhroma (em russo:  Я́хрома) é uma cidade do distrito Dmitrovski do Oblast de Moscou, na Rússia. Localizada ao longo do rio Iakhroma, ela fica a 55 quilômetros ao norte de Moscou. Em 2010, sua população era 13.214.

## História
Iakhroma foi fundada em 1841, como um assentamento de uma fábrica têxtil local no rio Iakhroma. Em 1901, uma estação ferroviária, que mais tarde adotou o mesmo nome, foi construída perto do assentamento. O assentamento recebeu o estatuto de cidade em 1940.
Em 27 de novembro de 1941, a Alemanha Nazi brevemente tomou a cabeça de ponte Moscou-Volga na altura do que eles chamavam Jachroma, incluindo a sua estação ferroviária.

## Estatutos administrativo e municipal
No âmbito das divisões administrativas russas, Iakhroma é, juntamente com trinta e sete localidades rurais, parte do Distrito de Dmitrovski como a Cidade de Iakhroma. Em âmbto municipal, a cidade de Iakhroma é parte do do distrito municipal de Dmitrovski como o estabelecimento urbano de Iakhroma.